# Валдиери
Валдиѐри (на италиански: Valdieri; на пиемонтски: Vaudiè, Ваудие, на окситански: Vudìer, Вудиер) е село и община в Северна Италия, провинция Кунео, регион Пиемонт. Разположено е на 774 m надморска височина. Населението на общината е 949 души (към 2010 г.).